# Jüdischer Friedhof Obervorschütz
Der Jüdische Friedhof in Obervorschütz, einem Ortsteil der nordhessischen Kleinstadt Gudensberg im Schwalm-Eder-Kreis, diente von 1727 bis 1935 als Bestattungsstätte für die Mitglieder der jüdischen Gemeinde Gudensberg und deren Zweiggemeinden in benachbarten Dörfern.

## Lage und Besuchsmöglichkeiten
Der Friedhof liegt etwa 400 Meter westlich des Dorfs Obervorschütz am Ende der heutigen Friedenstraße, etwa auf halbem Weg zur Hillemühle, und etwa 2 km östlich von Werkel. Der Friedhof steht der Öffentlichkeit zum Besuch frei, ausgenommen am Sabbat (freitagabends bis samstagabends) sowie an jüdischen Festtagen (Hinweise am Friedhofseingang). Der Schlüssel zum Friedhofstor kann bei der Stadtverwaltung Gudensberg ausgeliehen werden.

## Anlage und Einrichtung

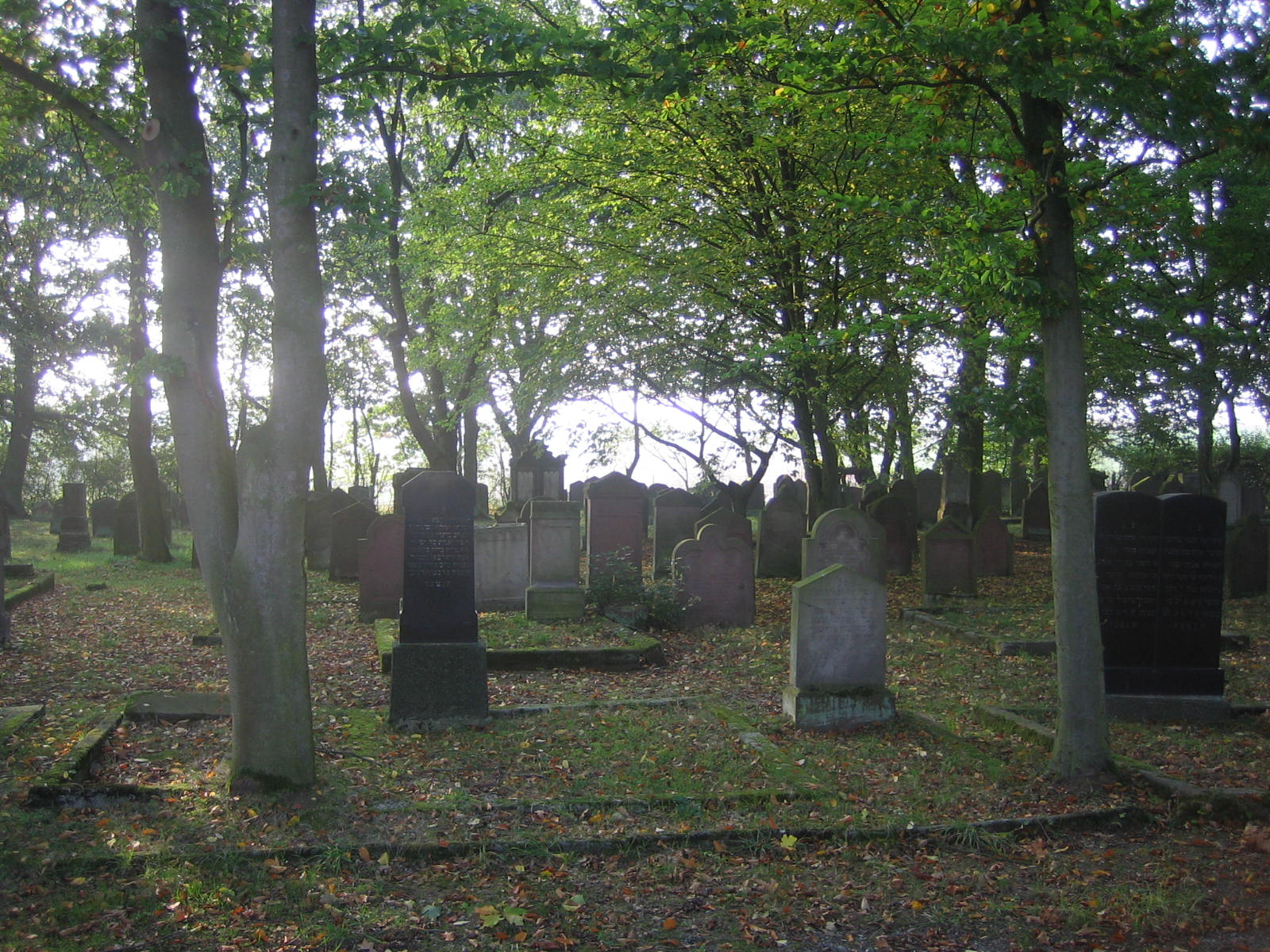
Jüdischer Friedhof in Obervorschütz

Um 1725 erwarb die jüdische Gemeinde Gudensberg mit ihrer Zweiggemeinde Obervorschütz ein Grundstück auf einer leichten Anhöhe westlich von Obervorschütz, um dort einen Friedhof anzulegen. Da dieses Stück, an der Südwestecke des heutigen Friedhofs, zu steinig war, wurden sehr bald noch einmal etwa 4 Morgen hinzugekauft. Dieser Friedhof, der um 1860 mit Tannen umsäumt wurde und eine Gesamtfläche von 1,32 Hektar umfasst, diente danach als Begräbnisstätte für die jüdische Gemeinde von Gudensberg mit ihren Zweiggemeinden Obervorschütz, Maden, Dorla, Lohne, Riede und Kirchberg. Bis in die zweite Hälfte des 19. Jahrhunderts wurde der Friedhof auch von den jüdischen Gemeinden Felsberg (mit den Zweiggemeinden Altenburg, Gensungen und Neuenbrunslar) und Niedenstein sowie mit jüdischen Verstorbenen aus Cappel, Obermöllrich, Züschen und Elben belegt. Nachdem in Niedenstein (1832) und Felsberg (nach 1860) eigene Friedhöfe angelegt wurden, wurden die Toten dieser Gemeinden nicht mehr in Obervorschütz beerdigt.

## Grabstätten
Ein erstes Grabsteinverzeichnis wurde von Kreisrabbiner Mordechai Wetzlar (1801–1878) angefertigt und 1875 vom damaligen Gudensberger Kantor M. Lilienfeld gegengezeichnet. Im August 1937 legte Baruch Wormser aus Grebenstein ein genaues Grabsteinregister an. Er fand etwa 425 Grabsteine vor. Die ältesten, damals 22, befinden sich am Fuß der Anhöhe und stammen aus den Jahren ab 1727. Die ersten 275 Gräber waren durchnummeriert; dazu kamen 150 Gräber in geordneten Reihen im nordwestlichen Teil aus dem 20. Jahrhundert, die nicht mehr nummeriert waren. Bis 1859 sind die Inschriften ausschließlich hebräisch. Erst dann kommt vereinzelt auch deutsche Beschriftung auf, obwohl die Inschriften noch bis 1897 hauptsächlich hebräisch sind. Danach sind sie häufiger auch in deutscher Sprache. Die letzte Bestattung erfolgte 1935.
Nach dem durch die „Kommission für die Geschichte der Juden in Hessen“ bearbeiteten Verzeichnis von 2007 befinden sich in Obervorschütz noch 388 Grabsteine, aus der Belegzeit von 1727 bis 1935.

## Schändung
Am 12. Oktober 2003 wurde der Friedhof geschändet. 42 Grabsteine im Eingangsbereich, beide Sandstein-Torpfosten und das Informationsschild am Eingang wurden mit Hakenkreuzen, SS-Runen und Naziparolen in roter Sprayfarbe besprüht. Die Täter wurden nie identifiziert.